# Ужгородський тролейбус
Ужгородський троле́йбус — проєкт, що передбачав будівництво у місті Ужгороді тролейбусного сполучення.

## Історія
1976 року в Ужгороді розпочалося проєктування тролейбусної транспортної мережі, який передбачав побудову ліній від промислової зони (південний схід міста) до нових мікрорайонів (на заході міста), а також між різними частинами міста, розділених річкою Ужем. Також планувалося будівництво депо на 100 місць. Однак з невідомих причин будівництво так і не було розпочато.
Тож Ужгород, що є найменшим за населенням обласним центром України, так і залишився єдиним обласним центром, що не має електротранспорту.